# Saison 2015-2016 du Magic d'Orlando
La saison 2015-2016 du Magic d'Orlando est la 27e saison de la franchise en NBA.

## Draft
| Tour | Choix | Joueur        | Poste   | Nationalité | Provenance                  |
| ---- | ----- | ------------- | ------- | ----------- | --------------------------- |
| 1    | 5     | Mario Hezonja | SG / SF | Croatie     | FC Barcelone                |
| 2    | 52    | Tyler Harvey  | PG / SG | États-Unis  | Eagles d'Eastern Washington |

## Pré-saison
| Pré-saison Total: 3-2 (Domicile : 1-1 ; Extérieur : 2-1) |

| Match | Date match | Équipe      | Score        | Meilleur marqueur     | Meilleur rebondeur   | Meilleur passeur  | Lieux Spectateurs                         | Série |
| ----- | ---------- | ----------- | ------------ | --------------------- | -------------------- | ----------------- | ----------------------------------------- | ----- |
| 1     | 3 octobre  | Charlotte   | D 100-106    | Andrew Nicholson (23) | Andrew Nicholson (8) | C. J. Watson (5)  | Amway Center 14 942                       | 0 - 1 |
| 2     | 7 octobre  | @ Miami     | V 100-97     | Evan Fournier (18)    | Nikola Vučević (8)   | C. J. Watson (6)  | KFC Yum! Center 6 123                     | 1 - 1 |
| 3     | 9 octobre  | @ Indiana   | D 92-97      | Victor Oladipo (15)   | Tobias Harris (13)   | 3 joueurs (4)     | Allen County War Memorial Coliseum 13 475 | 1 - 2 |
| 4     | 11 octobre | @ Houston   | V 123-119    | Devyn Marble (21)     | Smith, Watson (7)    | Smith, Watson (5) | State Farm Arena 6 130                    | 2 - 2 |
| 5     | 13 octobre | Miami       | V 95-92 (OT) | Shabazz Napier (15)   | Dewayne Dedmon (13)  | C. J. Watson (7)  | Amway Center 16 105                       | 3 - 2 |
| 6     | 17 octobre | @ Flamengo  |              |                       |                      |                   | HSBC Arena                                | -     |
| 7     | 21 octobre | New Orleans |              |                       |                      |                   | Amway Center                              | -     |
| 8     | 23 octobre | Memphis     |              |                       |                      |                   | Amway Center                              | -     |

## Confrontations
| Conférence Est      | Conférence Est                             | Conférence Est                             | Conférence Est                             | Conférence Est                             | Conférence Ouest                           | Conférence Ouest                           | Conférence Ouest                           |
| Division Atlantique | Division Atlantique                        | Division Atlantique                        | Division Atlantique                        | Division Atlantique                        | Division Nord-Ouest                        | Division Nord-Ouest                        | Division Nord-Ouest                        |
| Équipe              | Domicile                                   | Domicile                                   | Extérieur                                  | Extérieur                                  | Équipe                                     | Domicile                                   | Extérieur                                  |
| ------------------- | ------------------------------------------ | ------------------------------------------ | ------------------------------------------ | ------------------------------------------ | ------------------------------------------ | ------------------------------------------ | ------------------------------------------ |
| Boston              | 110-91                                     | 119-114                                    | 94-113                                     | 96-107                                     | Denver                                     | 116-110                                    | 85-74                                      |
| Brooklyn            | 100-93                                     | 139-105                                    | 105-82                                     | 83-77                                      | Minnesota                                  | 104-101 (OT)                               | 96-93                                      |
| New York            | 100-91                                     |                                            | 107-99                                     | 95-108                                     | Oklahoma City                              | 136-139 (2OT)                              | 114-117                                    |
| Philadelphie        | 87-96                                      | 130-116                                    | 105-97                                     | 124-115                                    | Portland                                   | 102-94                                     | 84-121                                     |
| Toronto             | 92-87                                      | 103-106 (OT)                               | 100-105                                    |                                            | Utah                                       | 102-93                                     | 103-94                                     |
|                     | 7–2                                        | 7–2                                        | 5–4                                        | 5–4                                        |                                            | 4–1                                        | 3–2                                        |
| Division            | 12–6                                       | 12–6                                       | 12–6                                       | 12–6                                       | Division                                   | 7–3                                        | 7–3                                        |
| Division Centrale   | Division Centrale                          | Division Centrale                          | Division Centrale                          | Division Centrale                          | Division Pacifique                         | Division Pacifique                         | Division Pacifique                         |
| Equipe              | Domicile                                   | Domicile                                   | Extérieur                                  | Extérieur                                  | Equipe                                     | Domicile                                   | Extérieur                                  |
| Chicago             | 102-89                                     | 111-89                                     | 87-92                                      |                                            | Golden State                               | 114-130                                    | 113-119                                    |
| Cleveland           | 76-111                                     | 103-109                                    | 103-117                                    | 79-104                                     | L.A. Clippers                              | 93-107                                     | 101-103                                    |
| Detroit             | 104-108                                    |                                            | 89-115                                     | 102-118                                    | L.A. Lakers                                | 101-99                                     | 98-107                                     |
| Indiana             | 86-95                                      | 102-105                                    | 84-97                                      | 114-94                                     | Phoenix                                    | 84-102                                     | 104-107                                    |
| Milwaukee           | 114-90                                     | 107-98                                     | 100-107                                    | 110-113                                    | Sacramento                                 | 91-97                                      | 107-100                                    |
|                     | 4–5                                        | 4–5                                        | 1–8                                        | 1–8                                        |                                            | 1–4                                        | 1–4                                        |
| Division            | 5–13                                       | 5–13                                       | 5–13                                       | 5–13                                       | Division                                   | 2–8                                        | 2–8                                        |
| Division Sud-Est    | Division Sud-Est                           | Division Sud-Est                           | Division Sud-Est                           | Division Sud-Est                           | Division Sud-Ouest                         | Division Sud-Ouest                         | Division Sud-Ouest                         |
| Equipe              | Domicile                                   | Domicile                                   | Extérieur                                  | Extérieur                                  | Equipe                                     | Domicile                                   | Extérieur                                  |
| Atlanta             | 100-103                                    | 96-94                                      | 81-98                                      | 117-110 (OT)                               | Dallas                                     | 110-104 (OT)                               | 108-121                                    |
| Charlotte           | 113-98                                     | 116-120 (OT)                               | 99-107                                     | 103-117                                    | Houston                                    | 104-101                                    | 114-119 (OT)                               |
| Miami               | 101-108                                    | 112-109                                    | 97-108                                     | 96-118                                     | Memphis                                    | 119-107                                    | 102-108 (OT)                               |
|                     |                                            |                                            |                                            |                                            | New Orleans                                | 104-89                                     | 103-94                                     |
| Washington          | 87-88                                      | 99-105                                     | 99-108                                     | 91-103                                     | San Antonio                                | 96-98                                      | 92-107                                     |
|                     | 3–5                                        | 3–5                                        | 1–7                                        | 1–7                                        |                                            | 4–1                                        | 1–4                                        |
| Division            | 4–12                                       | 4–12                                       | 4–12                                       | 4–12                                       | Division                                   | 5–5                                        | 5–5                                        |
| Conférence          | 21–31 (Domicile : 14–12; Extérieur: 7–19)  | 21–31 (Domicile : 14–12; Extérieur: 7–19)  | 21–31 (Domicile : 14–12; Extérieur: 7–19)  | 21–31 (Domicile : 14–12; Extérieur: 7–19)  | Conférence                                 | 14–16 (Domicile : 9–6 ; Extérieur : 5–10)  | 14–16 (Domicile : 9–6 ; Extérieur : 5–10)  |
| Total               | 35–47 (Domicile : 23–18; Extérieur: 12–29) | 35–47 (Domicile : 23–18; Extérieur: 12–29) | 35–47 (Domicile : 23–18; Extérieur: 12–29) | 35–47 (Domicile : 23–18; Extérieur: 12–29) | 35–47 (Domicile : 23–18; Extérieur: 12–29) | 35–47 (Domicile : 23–18; Extérieur: 12–29) | 35–47 (Domicile : 23–18; Extérieur: 12–29) |

## Effectif actuel
| Magic d'Orlando Effectif actuel |    |                        |                    |                     |
| Entraîneur: Scott Skiles        |    |                        |                    |                     |
| Pivot                           | 3  | Drapeau des États-Unis | Dewayne Dedmon     | Southern California |
| Arrière                         | 10 | Drapeau de la France   | Evan Fournier      | France              |
| Ailier fort                     | 00 | Drapeau des États-Unis | Aaron Gordon       | Arizona             |
| Arrière, Ailier                 | 23 | Drapeau de la Croatie  | Mario Hezonja      | Croatie             |
| Ailier fort                     | 7  | Drapeau de la Turquie  | Ersan İlyasova     | Turquie             |
| Meneur                          | 55 | Drapeau des États-Unis | Brandon Jennings   | Oak Hill Academy    |
| Arrière, Ailier                 | 11 | Drapeau des États-Unis | Roy Devyn Marble   | Iowa                |
| Meneur                          | 13 | Drapeau des États-Unis | Shabazz Napier     | Connecticut         |
| Ailier fort                     | 44 | Drapeau du Canada      | Andrew Nicholson   | St. Bonaventure     |
| Arrière                         | 5  | Drapeau des États-Unis | Victor Oladipo (C) | Indiana             |
| Meneur                          | 4  | Drapeau des États-Unis | Elfrid Payton      | Louisiana Lafayette |
| Ailier fort, Pivot              | 14 | Drapeau des États-Unis | Jason Smith        | Colorado State      |
| Pivot, Ailier fort              | 9  | Drapeau du Monténégro  | Nikola Vučević     | Southern California |
| Meneur                          | 32 | Drapeau des États-Unis | C. J. Watson       | Tennessee           |
| (C) Capitaine - ' Blessé        |    |                        |                    |                     |

## Contrats et salaires 2015-2016
| Joueur               | Poste      | Âge        | Exp        | Contrat                | Salaire 2015-2016 | Fin du contrat |
| -------------------- | ---------- | ---------- | ---------- | ---------------------- | ----------------- | -------------- |
| Joueurs actuels      |            |            |            |                        |                   |                |
| Dewayne Dedmon       | C          | 26         | 2          | 2 063 758 $ sur 3 ans  | 947,276 $         | 2016           |
| Evan Fournier        | SG         | 23         | 3          | 6 556 244 $ sur 4 ans  | 2 288 204 $       | 2016           |
| Aaron Gordon         | PF         | 20         | 1          | 12 515 040 $ sur 3 ans | 4 171 680 $       | 2018           |
| Mario Hezonja        | SF         | 20         | 0          | 7 651 320 $ sur 2 ans  | 3 741 480 $       | 2019           |
| Ersan İlyasova       | PF         | 28         | 7          | 40 000 000 $ sur 5 ans | 7 900 000 $       | 2017           |
| Brandon Jennings     | PG         | 26         | 6          | 24 000 000 $ sur 3 ans | 8 344 497 $       | 2016           |
| Roy Devyn Marble     | SF         | 23         | 1          | 2 710 369 $ sur 3 ans  | 845,059 $         | 2017           |
| Shabazz Napier       | PG         | 24         | 1          | 3 883 200 $ sur 3 ans  | 1 294 440 $       | 2018           |
| Andrew Nicholson     | PF         | 25         | 3          | 6 826 593 $ sur 4 ans  | 2 380 593 $       | 2016           |
| Victor Oladipo       | SG         | 23         | 2          | 21 487 440 $ sur 4 ans | 5 192 520 $       | 2017           |
| Elfrid Payton        | PG         | 21         | 1          | 7 517 160 $ sur 3 ans  | 2 505 720 $       | 2018           |
| Jason Smith          | PF         | 29         | 7          | 4 300 000 $ sur 1 an   | 4 300 000 $       | 2016           |
| Nikola Vučević       | C          | 25         | 4          | 53 000 000 $ sur 4 ans | 11 250 000 $      | 2019           |
| C. J. Watson         | PG         | 31         | 8          | 15 000 000 $ sur 3 ans | 5 000 000 $       | 2018           |
| Contrats de 10 jours |            |            |            |                        |                   |                |
| Keith Appling        | PG         | 24         | 0          | -                      | 30,888 $          | -              |
| Keith Appling        | PG         | 24         | 0          | -                      | 30,888 $          | -              |
| Joueurs coupés       |            |            |            |                        |                   |                |
| Keith Appling        | PG         | 24         | 0          | -                      | 100,000 $         | -              |
| Chris Copeland       | SF         | 32         | 3          | -                      | 1 150 000 $       | -              |
| Jared Cunningham     | SG         | 24         | 3          | -                      | 947,276 $         | -              |
| Melvin Ejim          | SF         | 24         | 0          | -                      | 150,000 $         | -              |
| Joe Harris           | SG         | 24         | 1          | -                      | 845,059 $         | -              |
| Jordan Sibert        | SG         | 23         | 0          | -                      | 100,000 $         | -              |
|                      |            |            |            |                        |                   |                |
| Total                | Total      | Total      | Total      | Total                  | 64 462 856 $      | Différence     |
| Salary Cap           | Salary Cap | Salary Cap | Salary Cap | Salary Cap             | 70 000 000 $      | 5 537 144 $    |
| Luxury Tax           | Luxury Tax | Luxury Tax | Luxury Tax | Luxury Tax             | 84 700 000 $      | 20 237 144 $   |

- 2016 = Joueur agent libre en fin de saison.
- 2016 = Agent libre restreint en fin de saison.

## Transferts

### Échanges
| Juin            | Juin                                                                                          | Juin                                                              | Juin                   |
| --------------- | --------------------------------------------------------------------------------------------- | ----------------------------------------------------------------- | ---------------------- |
| 24 juin 2015    | Échange à deux équipes                                                                        | Échange à deux équipes                                            | Échange à deux équipes |
| 24 juin 2015    | Vers Magic d'Orlando - Droits sur Jānis Timma                                                 | Vers Grizzlies de Memphis - Luke Ridnour                          | [ 2 ]                  |
| Juillet         |                                                                                               |                                                                   |                        |
| 9 juillet 2015  | Échange à deux équipes                                                                        | Échange à deux équipes                                            | Échange à deux équipes |
| 9 juillet 2015  | Vers Magic d'Orlando - Droit d'échanger leur second tour de draft 2019 - Cash considerations  | Vers Knicks de New York - Kyle O'Quinn (sign and trade)           | [ 3 ]                  |
| 14 juillet 2015 | Échange à deux équipes                                                                        | Échange à deux équipes                                            | Échange à deux équipes |
| 14 juillet 2015 | Vers Magic d'Orlando - Second tour de draft 2020 (protégé)                                    | Vers Trail Blazers de Portland - Maurice Harkless                 | [ 4 ]                  |
| 27 juillet 2015 | Échange à deux équipes                                                                        | Échange à deux équipes                                            | Échange à deux équipes |
| 27 juillet 2015 | Vers Magic d'Orlando - Shabazz Napier - Cash considerations                                   | Vers Heat de Miami - Second tour de draft conditionnel 2016       | [ 5 ]                  |
| Janvier         |                                                                                               |                                                                   |                        |
| 12 janvier 2016 | Échange à deux équipes                                                                        | Échange à deux équipes                                            | Échange à deux équipes |
| 12 janvier 2016 | Vers Magic d'Orlando - Joe Harris - Second tour de draft 2017 (protégé) - Cash considerations | Vers Cavaliers de Cleveland - Second tour de draft 2020 (protégé) | [ 6 ]                  |
| Février         |                                                                                               |                                                                   |                        |
| 16 février 2016 | Échange à deux équipes                                                                        | Échange à deux équipes                                            | Échange à deux équipes |
| 16 février 2016 | Vers Magic d'Orlando - Ersan İlyasova - Brandon Jennings                                      | Vers Pistons de Détroit - Tobias Harris                           | [ 7 ]                  |
| 16 février 2016 | Échange à deux équipes                                                                        |                                                                   |                        |
| 16 février 2016 | Vers Magic d'Orlando - Jared Cunningham - Second tour de draft 2020                           | Vers Cavaliers de Cleveland - Channing Frye                       | [ 8 ]                  |

### Joueurs qui re-signent
| Date       | Joueur        | Contrat                           | Référence |
| ---------- | ------------- | --------------------------------- | --------- |
| 14 juillet | Tobias Harris | Contrat de 64 000 000 $ sur 4 ans | [ 9 ]     |

### Options joueur et équipe
| Date       | Joueur         | Option                                                                     |
| ---------- | -------------- | -------------------------------------------------------------------------- |
| 25 octobre | Aaron Gordon   | Orlando exerce son option d'équipe de 4 350 000 $ pour la saison 2016-2017 |
| 25 octobre | Shabazz Napier | Orlando exerce son option d'équipe de 1 350 000 $ pour la saison 2016-2017 |
| 25 octobre | Victor Oladipo | Orlando exerce son option d'équipe de 6 550 000 $ pour la saison 2016-2017 |
| 25 octobre | Elfrid Payton  | Orlando exerce son option d'équipe de 2 610 000 $ pour la saison 2016-2017 |

### Arrivés

#### Via draft
| Date       | Joueur        | Draft                         | Contrat                                                                         | Provenance             | Référence |
| ---------- | ------------- | ----------------------------- | ------------------------------------------------------------------------------- | ---------------------- | --------- |
| 10 juillet | Mario Hezonja | Draft 2015, Tour 1, choix n°5 | Contrat de 7 650 000 $ sur 2 ans (Option d’équipe pour les saisons 2017 à 2019) | FC Barcelone (Espagne) | [ 10 ]    |

#### Via agent libre
| Date       | Joueur         | Contrat                                               | Provenance                 | Référence |
| ---------- | -------------- | ----------------------------------------------------- | -------------------------- | --------- |
| 9 juillet  | C. J. Watson   | Contrat de 15 000 000 $ sur 3 ans                     | Pacers de l'Indiana        | [ 11 ]    |
| 14 juillet | Jason Smith    | Contrat de 4 300 000 $ sur 1 an                       | Knicks de New York         | [ 12 ]    |
| 18 janvier | Keith Appling  | Contrat de 10 jours                                   | BayHawks d'Érié (D-League) | [ 13 ]    |
| 29 janvier | Keith Appling  | Second contrat de 10 jours                            | Magic d'Orlando            | [ 14 ]    |
| 24 février | Chris Copeland | Contrat de 1 150 000 $ sur 1 an (claimed off waivers) | Bucks de Milwaukee         | [ 15 ]    |

### Départs

#### Via agent libre
| Date      | Joueur       | Contrat                                                                    | Vers ¹                | Référence |
| --------- | ------------ | -------------------------------------------------------------------------- | --------------------- | --------- |
| 9 juillet | Kyle O'Quinn | Contrat de 16 000 000 $ sur 4 ans (Option joueur pour la saison 2018-2019) | Lakers de Los Angeles | [ 3 ]     |

¹ Il s'agit de l’équipe pour laquelle le joueur a signé après son départ, il a pu entre-temps changer d'équipe ou encore de pays.

#### Via Waived
| Date       | Joueur           | Commentaire |
| ---------- | ---------------- | ----------- |
| 29 juin    | Ben Gordon       | Libéré      |
| 12 février | Joe Harris       | Libéré      |
| 22 février | Jared Cunningham | Libéré      |
| 24 février | Chris Copeland   | Libéré      |